# 钱震华
钱震华（1979年9月1日—），上海人，中国男子现代五项运动员。他是第一位拥有国际知名度的中国现代五项选手，曾参加三届奥运会的现代五项比赛。

## 生平
2000年，钱震华参加雪梨奥运会，是继张斌之后第二位参加奥运会的中国现代五项选手，但他在马术比赛中两次堕马，导致这一轮比赛的得分为零，最终排名倒数第一。
2004年雅典奥运会，钱震华没有重蹈覆辙，在马术比赛中表现不俗，但因受伤患困扰，只获得第16名。
2005年，在波兰华沙举行的世界現代五項錦標賽上，他夺得了男子个人赛金牌，成为第一个夺得现代五项世界冠军的亚洲选手。
2008年，钱震华在北京奥运会现代五项比赛中获得第四名，虽然与奖牌擦肩而过，但已创造了中国现代五项选手在奥运会中的最好成绩。
北京奥运会后，钱震华退役。2011年曾短暂复出，但很快因成绩不佳再次退役。退役以后，转型成为一名裁判。